# 70000 Tons of Metal
A 70000 Tons of Metal egy évente megrendezésre kerülő heavy metal zenei fesztivál, amelynek helyszíne egy tengerjáró utasszállító hajó. A fesztivál elnevezése (magyarul "70000 tonna fém") utal magára a fesztiválhajóra és egyben a fesztivál zenei irányvonalát adó heavy metal stílusra is. Az ötnapos fesztivál része egy Karib-tengeri hajóút (négy nap a tengeren, egy nap kikötéssel). 2011 óta több száz nemzetközileg ismert metalegyüttes lépett fel a fesztiválon, köztük két magyar zenekar is, az Ektomorf (2013-ban) és a Dalriada (2017-ben).

## Története

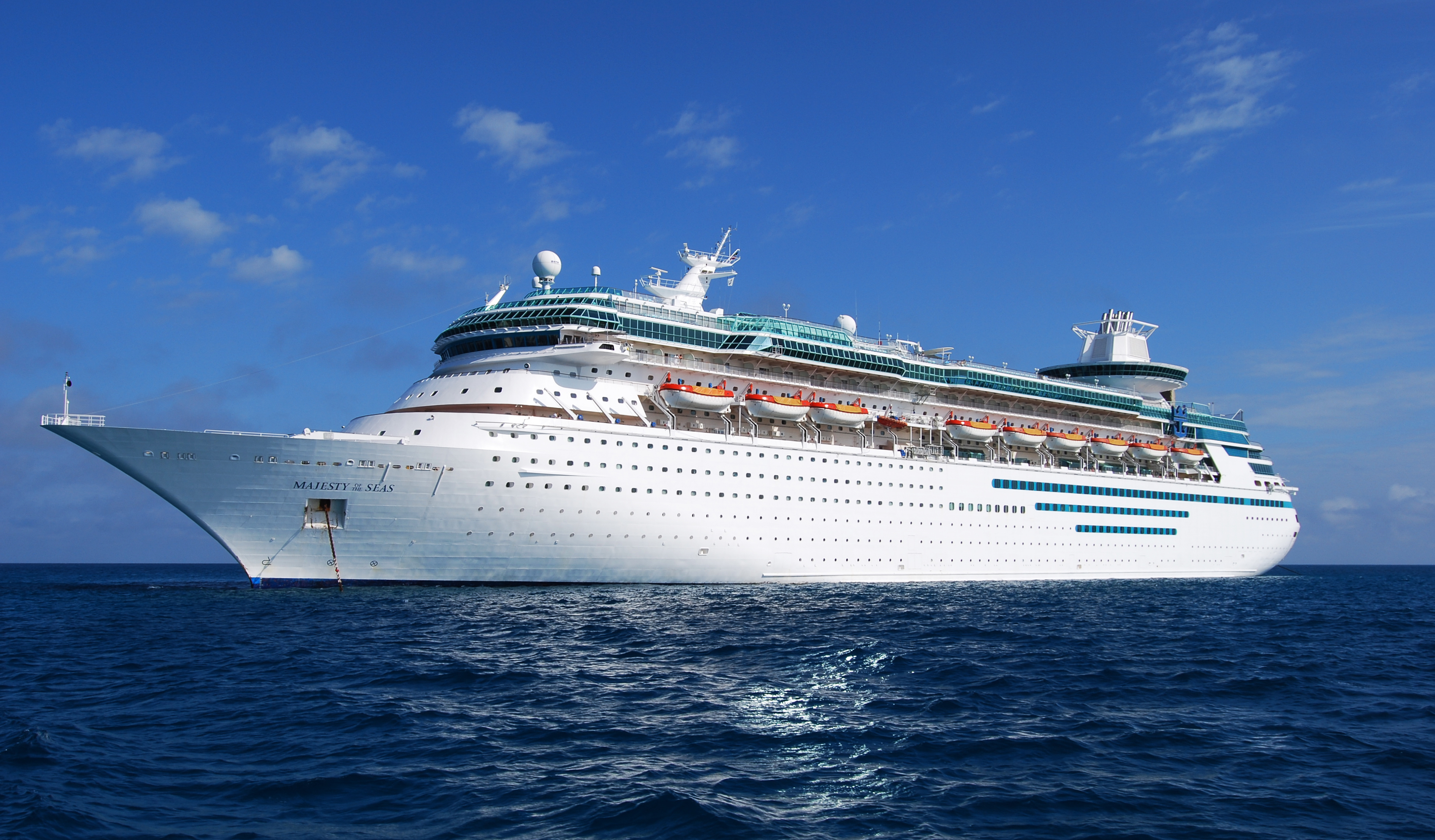
MS Majesty of the Seas (2011–2014)

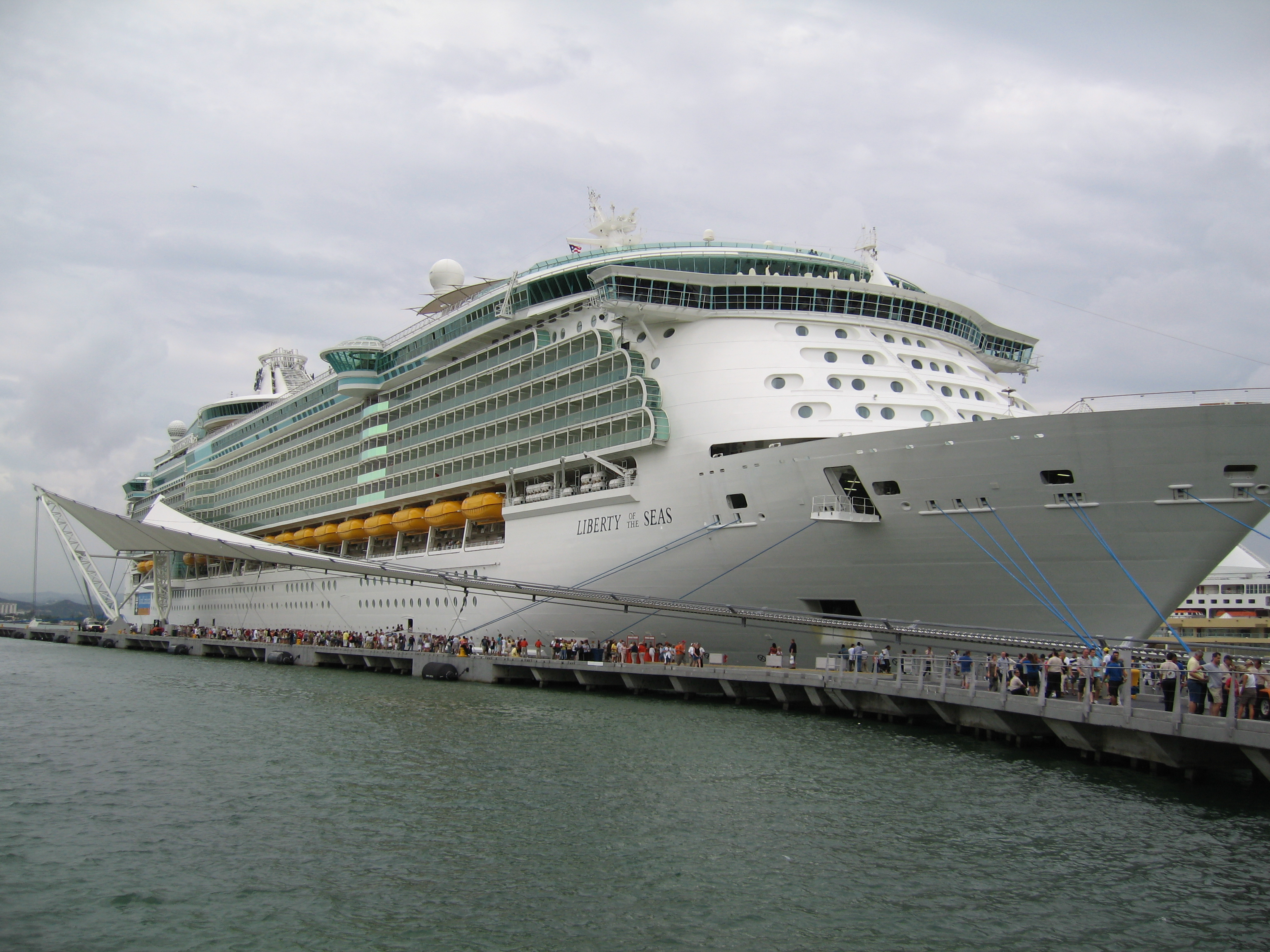
MS Liberty of the Seas (2015)

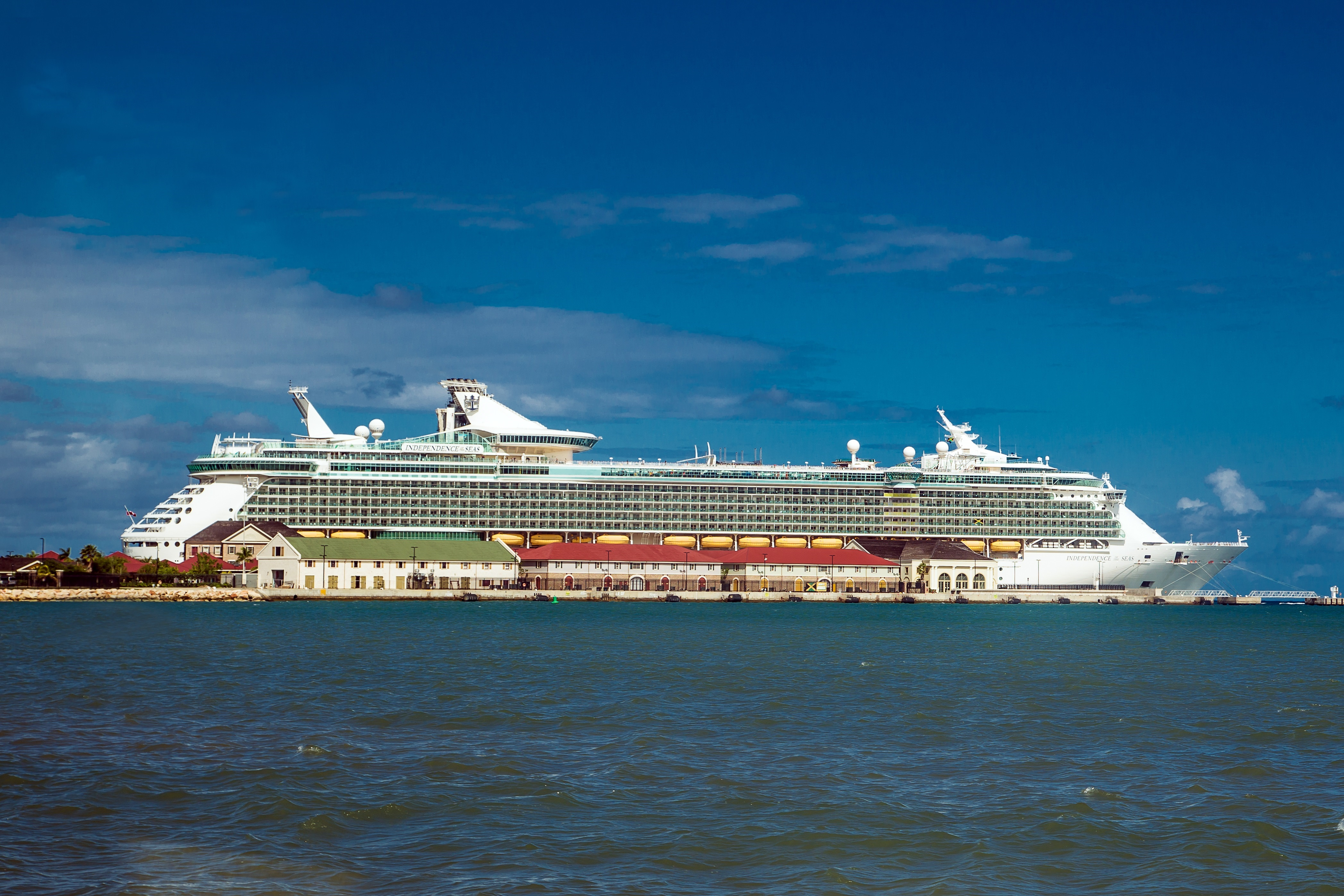
MS Independence of the Seas (2016-2018)

A 70000 Tons of Metal fesztivál kitalálója és szervezője Andy Piller svájci koncertszervező volt. Fiatal korában szülővárosában szervezett koncerteket, majd 2006-ban támadt az az ötlete, hogy egy hajó fedélzetén kellene fesztivált rendezni. Négy évig tartottak az előkészületek, melynek során helyszíneket és befektetőket keresett a projekthez, akikkel megalapította az Ultimate Music Cruises céget, melynek ő lett a vezérigazgatója.
Az első 70000 Tons of Metal fesztivált 2011-ben rendezték meg. Egészen 2014-ig az MS Majesty of the Seas tengerjáró hajó adott otthont a fesztiválnak. A következő évben az MS Liberty of the Seas fedélzetén zajlott a rendezvény, 2016 óta pedig az MS Independence of the Seas a fesztivál központja. Az első négy évben Miami kikötőjéből indult útnak a fesztiválhajó, 2015 óta pedig szintén Floridából, Fort Lauderdale kikötőjéből. A hajóút célpontja minden évben más-más Karib-tengeri üdülőhely.
2011 és 2014 között minden évben több, mint 40 metalegyüttes lépett fel a hajón, és mindegyikük két-két koncertet adott az út során. 2015 óta másfélszeresére nőtt a fellépők száma, évente a metal különböző stílusainak több mint 60 képviselője ad dupla koncertet az ötnapos tengeri fesztiválon. (2018-ban a finn Swallow the Sun három koncertet adott a fesztiválon.)
Az első évben a főszínpad a Majesty of the Seas színházterme volt, amely három szintet foglalt el (5-7. fedélzet). A 8-as fedélzeten egy kisebb színpad működött a Spectrum Lounge-ban, a 12-es fedélzeten pedig a medencéknél építették meg a szabadtéri Pool Deck színpadot. A Pool Deck színpad közönsége számára egy külön medencét is lefedtek, hogy legyen elég álló hely. 2012-től a Pool Deck színpad sokkal nagyobb méretű lett. 2015-től már négy színpadon léptek fel a zenekarok: Pool Deck, Alhambra Theater színházterem, Ice Rink "Studio B", Sphynx Lounge.

## Rendezvények

### 2011

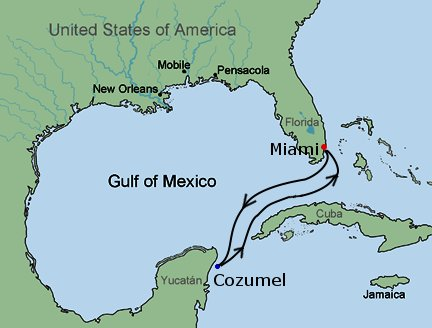
A fesztiválhajó 2011-es útvonala

A legelső 70000 Tons of Metal fesztivál 2011. január 24-én indult útnak Miami kikötőjéből a mexikói Cozumelbe, és január 28-án tért vissza Miamiba. A fesztiválnak a Royal Caribbean MS Majesty of the Seas nevű tengerjáró utasszállító hajó adott otthont. A fellépők névsora 42 nemzetközi heavy metal együttesből állt. Mindegyik zenekar két koncertet adott az ötnapos út során. Az utazó fesztiválra 49 országból 2038 metalrajongó érkezett. A közönség mellett közel 100 újságíró, a fellépő zenészek és technikai személyzetük, illetve a hajó több mint 900 fős legénységével együtt több mint 3500 ember utazott a hajón.
Fellépők
Agent Steel, Amon Amarth, Arsis, Blackguard, Blind Guardian, Circle II Circle, Cripper, Dark Tranquillity, Death Angel, Destruction, Dusk Machine, Ensiferum, Epica, Exodus, Fear Factory, Finntroll, Forbidden, Gamma Ray, Iced Earth, Korpiklaani, Malevolent Creation, Marduk, Moonspell, Nevermore, Obituary, Rage, Raven, Sabaton, Sanctuary, Saxon, Sodom, Sonata Arctica, Swashbuckle, The Absence, Trouble, Twilight of the Gods, Uli Jon Roth, Unleashed, Voivod, Witchburner.

### 2012

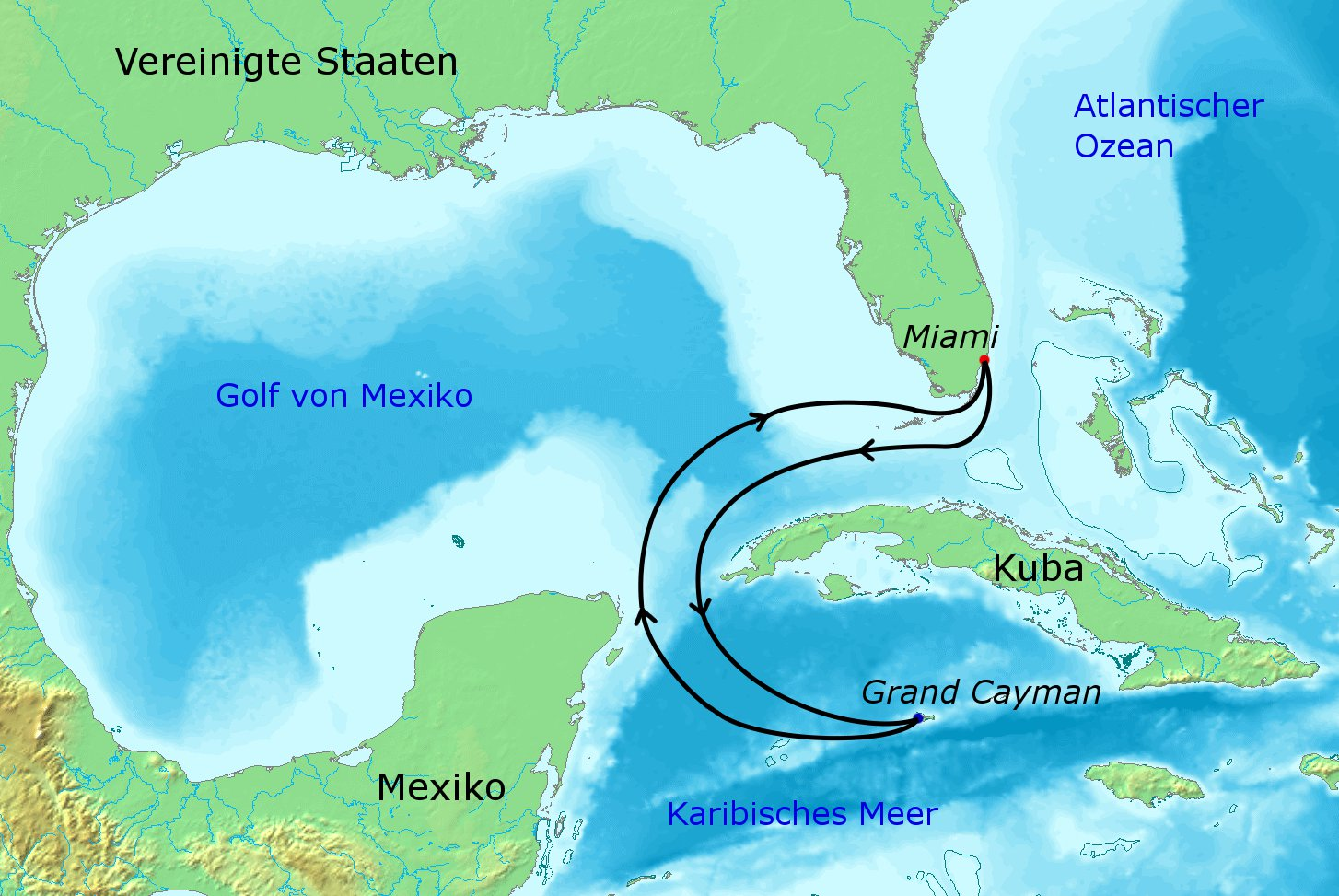
A fesztiválhajó 2012-es útvonala

A 70000 Tons of Metal második útja 2012. január 23-án indult Miami kikötőjéből. Az úticél a Kajmán-szigetek volt, ahonnan január 27-én értek vissza Miamiba. A fesztiválnak ismét a Royal Caribbean MS Majesty of the Seas adott otthont. 2012-ben szintén 42 előadója volt a fesztiválnak. Az 55 országból érkezett 2051 fős közönség 51 százaléka már az előző évi utazáson is részt vett.
Fellépők
Alestorm, Amorphis, Annihilator, Atheist, Candlemass, Cannibal Corpse, Channel Zero, Children of Bodom, Coroner, Crowbar, Dark Funeral, Diamond Plate, Edguy, Eluveitie, Exciter, God Dethroned, Grave Digger, HammerFall, In Extremo, Kamelot, Kataklysm, Massacre, Megora, Moonsorrow, My Dying Bride, Nightwish, Orphaned Land, Overkill, Pestilence, Pretty Maids, Riot, Samael, Sapiency, Stratovarius, Suffocation, Tankard, Therion, Tristania, Venom, Vicious Rumors, Virgin Steele, Whiplash.

### 2013

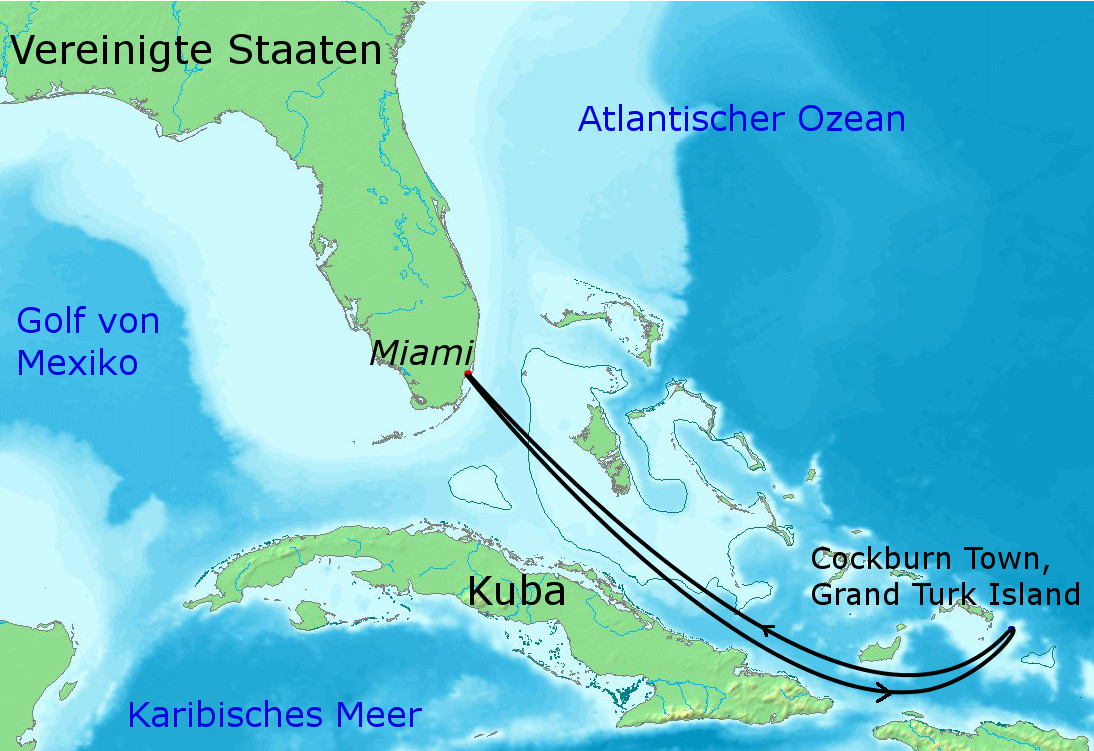
A fesztiválhajó 2013-as útvonala

A harmadik évben a 70000 Tons of Metal fesztivál 2013. január 28-án indult útnak Miami kikötőjéből újra a Royal Caribbean MS Majesty of the Seas fedélzetén. Az úticél ezúttal a brit fennhatóság alatt álló trópusi Turks- és Caicos-szigetek voltak, ahonnan február 1-jén tért vissza a hajó Miamiba. Az előző évekhez hasonlóan ezúttal is 42 nemzetközi fellépő szórakoztatta az 55 országból érkezett 2037 fős fizető közönséget, melynek 36 százaléka hölgy volt. Ebben az évben szerepelt először magyar metalegyüttes a programban, az Ektomorf személyében.
A 42 metalegyüttes mellett 2013-ban az Annihilator alapító gitárosa Jeff Waters által szervezett All-Star Jam is fellépett a fesztiválon olyan közreműködőkkel, mint Petri Lindroos (Ensiferum), Cristina Scabbia (Lacuna Coil), Doro Pesch (Warlock, Doro), és Mille Petrozza (Kreator). Az ukrán zongorista, Vika Yermolyeva pedig olyan népszerű metaldalok zongoraátirataival szórakoztatta az utazóközönséget, mint a Slayertől a Raining Blood vagy a Metallicától a Nothing Else Matters.
Fellépők
3 Inches of Blood, Anaal Nathrakh, Anacrusis, Angra, Arkona, Cryptopsy, Delain, Die Apokalyptischen Reiter, Doro, DragonForce, Ektomorf, Ensiferum, ETECC, Evergrey, Fatal Smile, Flotsam and Jetsam, Gotthard, Heidevolk, Helloween, Helstar, Holy Grail, Immolation, In Flames, Inquisition, Kreator, Lacuna Coil, Lizzy Borden, Metal Church, Nightmare, Nile, Onslaught, Rage és a Lingua Mortis Orchestra, Sabaton, Sinister, Steel Engraved, Subway to Sally, Threat Signal, Tiamat, Turisas, Týr, Unexpect.

### 2014

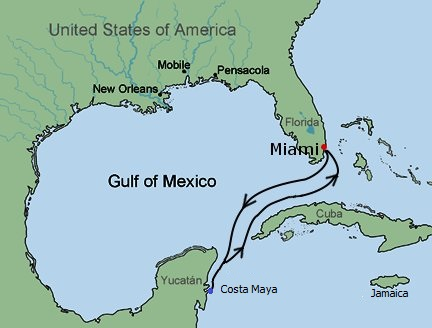
A fesztiválhajó 2014-es útvonala

A negyedik 70000 Tons of Metal úticélja a mexikói Costa Maya volt, melyet egy szavazáson választottak ki a teljes árú részvételi jegyet vásárlók közreműködésével öt lehetséges Karib-tengeri célpont közül: Cozumel (Mexikó), Freeport (Bahama-szigetek), Cockburn Town (Turks- és Caicos-szigetek), Nassau (Bahama-szigetek) és Costa Maya (Mexikó). Győztesnek Costa Mayát hirdették ki a szavazatok 40%-ával, mögötte Cockburn Town végzett a második helyen 38%-kal. A Royal Caribbean MS Majesty of the Seas 2014. január 27-én futott ki Miami kikötőjéből és január 31-én tért vissza, fedélzetén 41 nemzetközi heavy metal együttessel.
Fellépők
Atrocity, Bonfire, Carcass, Cripper, Cynic, Dark Tranquillity, Death Angel, Death DTA, D.R.I., Fear Factory, Finntroll, Freedom Call, Gloryhammer, Haggard, Hatesphere, Izegrim, Keep Of Kalessin, Leaves’ Eyes, Massacre, Nekrogoblikon, Novembers Doom, Obituary, Orphaned Land, Overkill, Poltergeist, Raven, Rising Storm, Satyricon, Septicflesh, Soilwork, Swallow the Sun, Swashbuckle, Symphony X, Terrorizer, Pungent Stench, The Haunted, Twilight of the Gods, Unearth, Vicious Rumors, Victory, Xandria.

### 2015

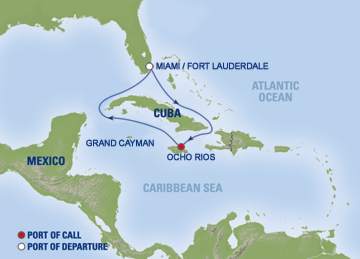
A fesztiválhajó 2015-ös útvonala

Az ötödik 70000 Tons of Metal fesztiválnak a Royal Caribbean MS Liberty of the Seas hajó adott otthont 2015. január 22. és 26. között. Ebben az évben már háromezren válthattak jegyet a floridai Fort Lauderdale kikötőjéből a jamaicai Ocho Riosba tartó hajó fedélzetére, ahol 2015-ben másfélszer annyi zenekar léphetett fel, mint korábban. A színpadok száma is háromról négyre nőtt, ami lehetővé tette, hogy 60-ra emeljék az előadók számát. A közönség több mint 70 ország metalrajongóiból állt össze.
A 2015-ös fesztivál egy sor különleges esemény színhelye volt. Visszatért a Jeff Waters-féle All-Star Jam produkció olyan neves közreműködőkkel, mint Michael Schenker, az 1349, az Annihilator, a Behemoth, a Blind Guardian, a D-A-D, a Destruction, az Ensiferum, a Grave Digger, a Heathen, az In Extremo, a Napalm Death, a Primal Fear, a Soulfly, a Therion, a Threshold és a Venom tagjai. Ezen túl a 2015-ös fesztiválon exkluzív lemezpremiereket is tartottak: Apocalyptica (Shadowmaker); Blind Guardian (Beyond the Red Mirror), Korpiklaani (Noita), Venom (From the Depths). Különböző szemináriumokat is tartottak a fellépő zenészek, köztük gitár-, basszusgitár- és dobklinikákat.
Fellépők
1349, Alestorm, Amorphis, Annihilator, Anvil, Apocalyptica, Arch Enemy, Artillery, Behemoth, Blind Guardian, Cannibal Corpse, Chimaira, Crucified Barbara, D-A-D, Dark Sermon, Einherjer, Ensiferum, Equilibrium, Gama Bomb, God Dethroned, Grave Digger, Heathen, In Extremo, Jungle Rot, Kataklysm, Korpiklaani, Lake of Tears, Michael Schenker's Temple of Rock, Monstrosity, Municipal Waste, Napalm Death, Origin, Pretty Maids, Primal Fear, Refuge, Riot V, Soulfly, Tank, Therion, Threshold, Triosphere, Trollfest, Trouble, Venom, Whiplash, Wintersun.

### 2016

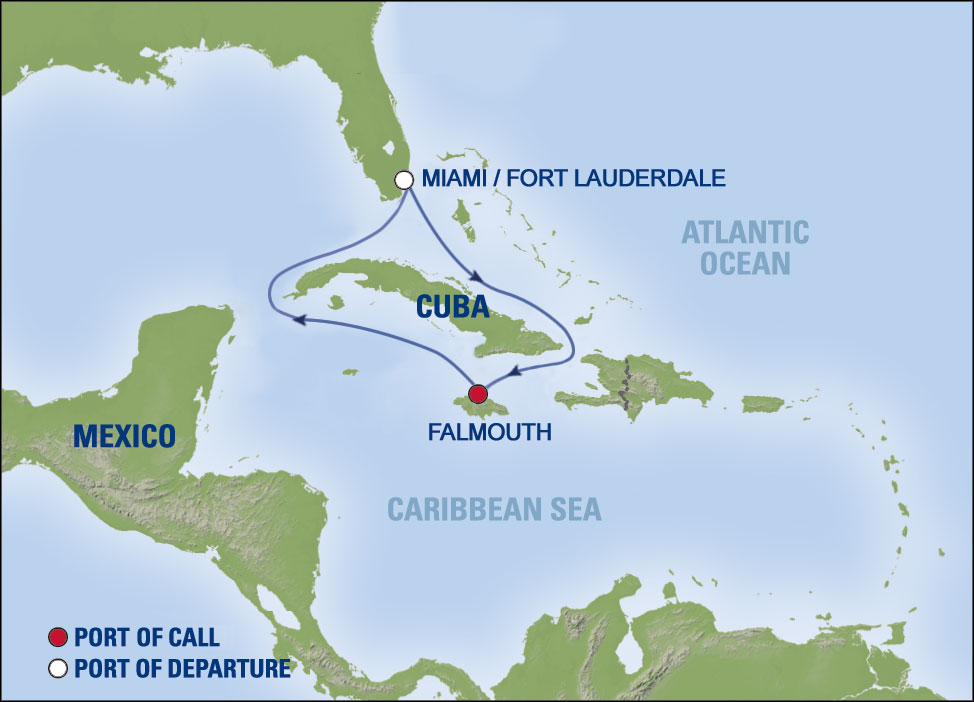
A fesztiválhajó 2016-os útvonala

A hatodik 70000 Tons of Metal fesztiválon újra hajót cseréltek a szervezők. Fort Lauderdale-ből ezúttal már a Royal Caribbean MS Independence of the Seas fedélzetén indultak útnak 2016. február 4-én a jamaicai Falmouth-ba, ahonnan február 8-án érkeztek vissza. A fesztivál négy színpadán az előző évi bővítést követően ismét 60 nemzetközi előadó dupla koncertjét tekinthette meg a 72 országból érkezett 3000 fős utazóközönség. A részt vevő zenekarok 120 koncertje mellett újra összeállt Jeff Waters All-Star Jam produkciója, többek között a Delain, a Gamma Ray, a Lacuna Coil, a Firewind, a Moonspell, a HammerFall és az Iced Earth zenészeivel. A további különleges események közé tartozott a svájci folk metal együttes Eluveitie akusztikus kocsmazenélése, a Delain megjelenés előtt álló Lunar Prelude című albumának bemutatása, valamint az amerikai Super Bowl döntő élő közvetítése.
Fellépők
Abinchova, Ancient Rites, Arkona, At the Gates, Aura Noir, Belphegor, Bloodbath, Carach Angren, Children of Bodom, Cradle of Filth, Dead Cross, Delain, Dia de los Muertos, Diamond Head, Distillator, DragonForce, Eluveitie, Epica, Fallujah, Firewind, Fleshgod Apocalypse, Gamma Ray, Ghoul, HammerFall, Holy Moses, Iced Earth, Incantation, Insomnium, Jag Panzer, Katatonia, Koyi K Utho, Krisiun, Lacuna Coil, Manilla Road, Moonspell, My Dying Bride, Nervosa, No Raza, Novembers Doom, Painful, Paradise Lost, Raven, Rhapsody of Fire, Rotting Christ, Samael, Skálmöld, Sodom, Squealer, Starkill, Stratovarius, Subway to Sally, Susperia, Thyrfing, Tsjuder, Turisas, Twilight Force, Týr, Vader, Vallenfyre, Visions of Atlantis.

### 2017

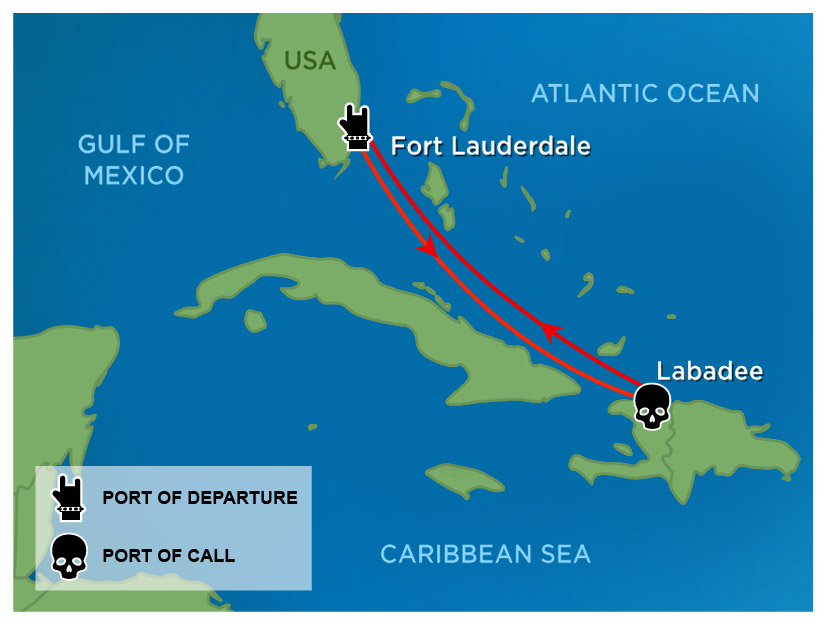
A fesztiválhajó 2017-es útvonala

A hetedik 70000 Tons of Metal fesztivált 2017. február 2. és 6. között rendezték meg a Royal Caribbean MS Independence of the Seas fedélzetén, melynek úticélja a floridai Fort lauderdale kikötőjéből indulva Labadee volt, Haiti északi részén. 61 fellépő 123 koncerttel szórakoztatta a 74 országból érkező 3000 fős közönséget. A Dalriada személyében második alkalommal szerepelt magyar metalegyüttes a programban.
Jeff Waters ismét összeállította az All-Star Jam produkciót az aktuális fellépők zenészeiből, benne az Amaranthe, az Amorphis, az Annihilator, az Anthrax, a Carcass, a Death Angel, a Draconian, a Dying Fetus, a Ghost Ship Octavius, a Grave Digger, az Overkill, a Scar Symmetry, a Serenity, a Stuck Mojo, a Testament, a Therion, a Touch the Sun és a Xandria tagjaival.
Fellépők
Allegaeon, Amaranthe, Amorphis, Angra, Annihilator, Anthrax, Arch Enemy, Avatarium, Axxis, Cattle Decapitation, Cruachan, Cryptex, Cryptopsy, Dalriada, Death Angel, Demolition Hammer, DevilDriver, Draconian, Dying Fetus, Edenbridge, Equilibrium, Ghost Ship Octavius, Grave, Grave Digger, Haggard, Kalmah, Kamelot, Månegarm, Marduk, Misery Loves Co., Moonsorrow, Mors Principium Est, Nightmare, Omnium Gatherum, Orphaned Land, Overkill, Pain, Powerglove, Psycroptic, Revocation, Saltatio Mortis, Scar Symmetry, Serenity, Stam1na, Striker, Stuck Mojo, Suffocation, Testament, Therion, Total Death, Trauma, Trollfest, Touch the Sun, Uli Jon Roth, Unleashed, Vreid, Witchtrap, Xandria

### 2018
A nyolcadik 70000 Tons of Metal fesztivált az előző két évhez hasonlóan ismét a Royal Caribbean MS Independence of the Seas fedélzetén tartották. 2018. február 1-jén hajóztak ki Fort Lauderdale-ből a 2013-ban már meglátogatott Cockburn Town kikötőjéba a Turks- és Caicos-szigeteken, ahonnan február 5-én érkeztek vissza Floridába. A fellépők és a közönség száma megegyeznek a 2017-es adatokkal: 61 fellépő, 123 koncert, 3000 metalrajongónak. Az Alestorm zenekar tagjaként a magyar Bodor Máté gitáros is játszott a fesztiválon.
Fellépők
Aborted, Aeternam, Alestorm, Amberian Dawn, Battle Beast, Belphegor Benediction, Benighted, Beyond Creation, Cannibal Corpse, Dark Tranquillity, Destruction, Diablo Blvd, Die Apokalyptischen Reiter, Enslaved, Evergrey, Evertale, Exciter, Exhumed, Exodus, Freedom Call, Goatwhore, Gyze, In Extremo, In Mourning, Insomnium, Internal Bleeding Kataklysm, Korpiklaani, Kreator, Leaves’ Eyes, Majestic Downfall, Masterplan, Meshuggah, Metal Church, Metsatöll, Naglfar, Necrophobic, Obscura, October Tide, Primal Fear, Psychostick, Rhapsody, Sabaton, Samael, Septicflesh, Sepultura, Seven Kingdoms, Seven Spires, Sinister, Sirenia, Sonata Arctica, Swallow the Sun, Threshold, Triosphere, Voivod, Witchery, Witherfall, Wolfchant, Wolfheart.

### 2019

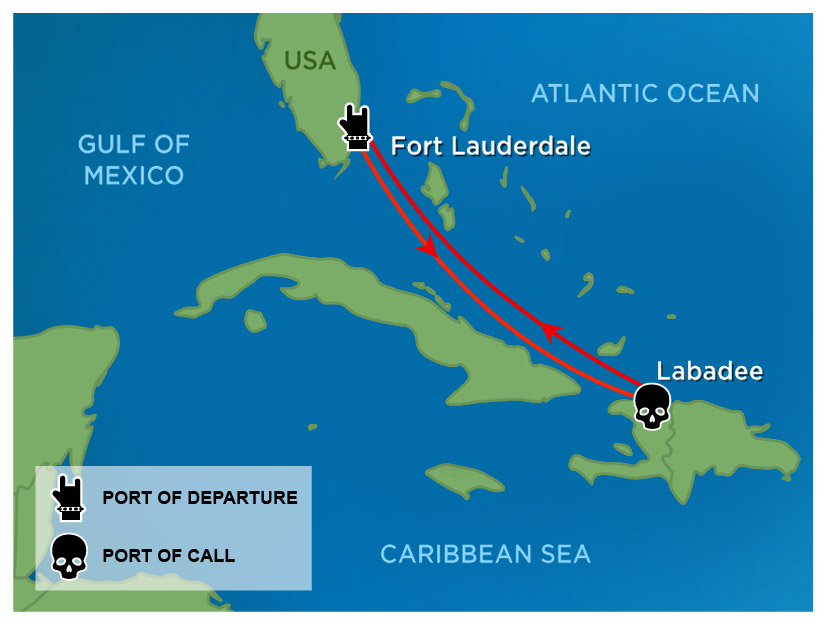
A fesztiválhajó 2019-es útvonala

A kilencedik 70000 Tons of Metal fesztivál hajója, a Royal Caribbean MS Independence of the Seas, január 31-én indult el Fort Lauderdale kikötőjét, hogy Haiti érintésével február 4-én érkezzen vissza Floridába.
Fellépők
Accept, Arkona, Bloodbath, Blood Red Throne, Bodyfarm, Carnation, Chontaraz, Coroner, Dark Funeral, Delain, Dragony, Eluveitie, Ensiferum, Exmortus, Fleshgod Apocalypse, Gloryhammer, God Dethroned, Steve Grimmett's Grim Reaper, Heidevolk, In Vain, Internal Suffering, Kalmah, Kamelot, Krisiun, Mayan, Mors Principium Est, Napalm Death, Ne Obliviscaris, Nekrogoblikon, Night Demon, Nile, Obituary, Onslaught, Paradise Lost, Perpetual Warfare, Persefone, Pestilence, Rage (feat. Lingua Mortis Orchestra), Riot V, Sodom, Soulfly, Subway to Sally, Svartsot, Temperance, The Black Dahlia Murder, Tiamat, Tristania, Twilight Force, Týr, Unleash the Archers, Van Canto, Visions of Atlantis, Vomitory, Warbringer

### 2020

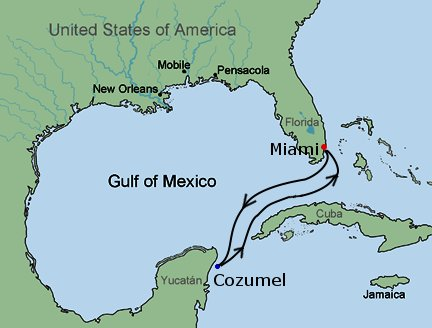
A fesztiválhajó 2020-as útvonala

A tizedik 70000 Tons of Metal fesztivál hajója, a Royal Caribbean MS Independence of the Seas, január 7-én indult el Fort Lauderdale kikötőjéből a mexikói Cozumelbe, ahonnan január 11-én tért vissza Floridába.
Fellépők
Aborted, Aeternam, Aether Realm, Archon Angel, Atheist, At the Gates, Axxis, Bloodbound, Brujeria, Candlemass,  Carach Angren, Cattle Decapitation, Cruachan, Dark Matter, Devin Townsend, Edenbridge, Einherjer, Emperor, Epica, Ereb Altor, Exodus, Finntroll, Firstbourne, Flotsam and Jetsam, Ghost Ship Octavius, Grave Digger, Haggard, Havok, Ihsahn, Incantation, Kampfar, Kissin’ Dynamite, Leaves Eyes, Michael Schenker Fest, Moonsorrow, No Raza, November's Doom, Omnium Gatherum, Once Human, Origin, Orphaned Land, Possessed, Ross the Boss, Seven Witches, Soen, Sortilege, Spoil Engine, Stam1na, Striker, Suffocation, The Agonist, The Faceless, Toxik, Trollfest, Venom, Vio-lence, Whiplash, Wilderun, Wintersun, Without Waves, Zero Theorem

## Fordítás
Ez a szócikk részben vagy egészben  a(z)   70000 Tons of Metal című angol Wikipédia-szócikk fordításán alapul.  Az eredeti cikk szerkesztőit annak laptörténete sorolja fel. Ez a jelzés csupán a megfogalmazás eredetét és a szerzői jogokat jelzi, nem szolgál a cikkben szereplő információk forrásmegjelöléseként.